# Euronat (association)
Pour l’article homonyme, voir Euronat.
Euronat était une association européenne qui regroupe des partis nationalistes et généralement considérés comme d'extrême droite. Elle a été fondée le 9 octobre 2005.
Cette association n'est aujourd'hui plus active. La plupart des partis politiques qui la composaient ont créé ou rejoint, à partir d'octobre 2009, l'Alliance européenne des mouvements nationaux, dont les objectifs sont similaires à Euronat.

## Partis membres
- Espagne : Démocratie nationale
- France : Front national
- Italie : Mouvement social – Flamme tricolore
- Pays-Bas : Nouvelle Droite
- Royaume-Uni : Parti national britannique
- Suède : Nationaux-démocrates